# ドニゴール空港
ドニゴール空港（ドニゴールくうこう、愛: Aerfort Dhún na nGall、英: Donegal Airport）は、アイルランドのドニゴール県キャリックフィンにある国際空港。空港コードはCFN。 

## 概要
アイルランドのドニゴール県北西部、バンベッグの南西2海里（3.7km）に位置しており、ダングローとグウィドーから車で約15分、 レタケニーから45分のところにある。ドニゴール県内では、キャリックフィン空港として広く知られている。運営者は、ドニゴール国際空港株式会社（Aerphort Idirnaisiúnta Dhún na nGall Teo）。

### 空港データ
- 飛行方式：計器飛行方式、有視界飛行方式
- 強度舗装分類番号（PCN）：21/F/B/X/T
- タワー周波数：129.80 MHz
- 航法補助装置：無指向性無線標識（NDB）361 kHz "CFN"、距離測定装置（DME）110.3 MHz "IFN"、計器着陸装置ローカライザLLZ 110.3 MHz "IFN"

## 歴史

### 20世紀
1980年代半ばまで、滑走路は芝生だったが、その後一時的な建物のある舗装の滑走路に置き換えられた。同空港は1986年に開港し、アイルランド政府、民間投資家、ドニゴール県評議会、アイルランド国際基金、欧州地域開発基金からの資金と支援を得て開発された。1990年代には、滑走路が1,500m（4,900フィート）に延長され、最新の航行補助装置と設備を備えたターミナルビルが追加された。

### 2000年代
2007年2月21日、アイルランド政府は空港に資本金として380万ユーロを提供すると発表した。ダブリンへの国内線はエアーアラン（現在のストバートエア）によって運航が開始された。2009年にダブリン経由でコークへの路線を運航し、その後週6便まで減便した。2010年3月をもってこの路線は廃止された。2010年2月、エアーアランはグラスゴー・プレストウィック空港への路線を廃止し、グラスゴー国際空港に移転した。
2000年代後半から2010年代初頭にかけて、シティジェットはフォッカー 50を使用して4月から9月までロッテルダムへの土曜日の季節限定チャーター便を運航した。

### 2010年代
ダブリン線は2012年から2015年までローガンエアーのサーブ 340によって運営されており、航空機と乗務員の補充をするためにグラスゴーを経由していた。エアリンガス・リージョナルとして運営されているストバートエアは、ダブリンへの路線を補助するためにアイルランド政府から公共サービス義務（PSO）の資金を受け取った。2014年に契約が成立し、ATR 42-300（登録番号EI-CBKまたはEI-EHH）を使用し、2015年3月1日に運航を開始した。2018年3月現在、当路線はATR 42-600で運航されている。
ドニゴール空港は、2018年、2019年、2020年に世界で最も美しい着陸地点として選ばれた。

## 施設
ドニゴール空港には、カフェ・バー・キャライグ・フィン＆ショップ、観光情報、ATM、無線LAN、エンタープライズ・レンタカー、タクシーのりば、格納庫、レンタルオフィスがある。

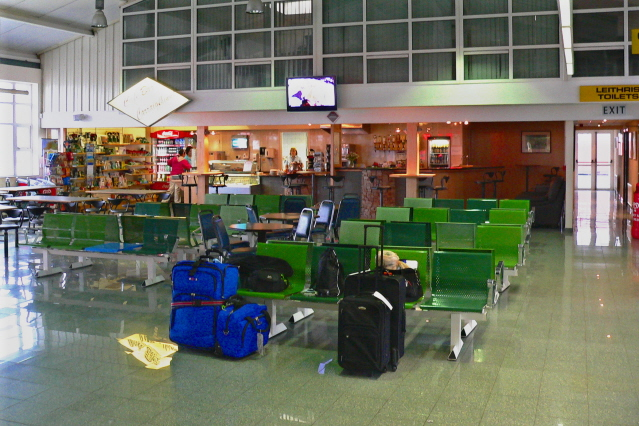
ターミナル内の待合室
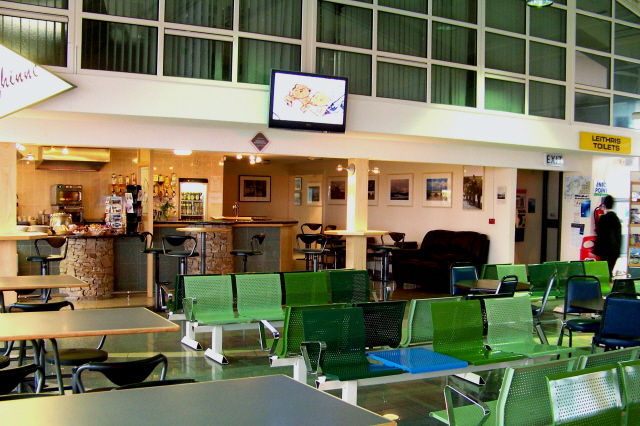
カフェに向いたターミナル内の待合室
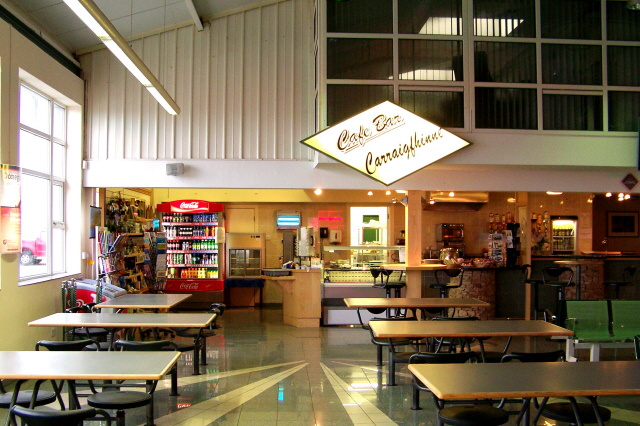
カフェ・バー・キャライグ・フィン＆ショップ
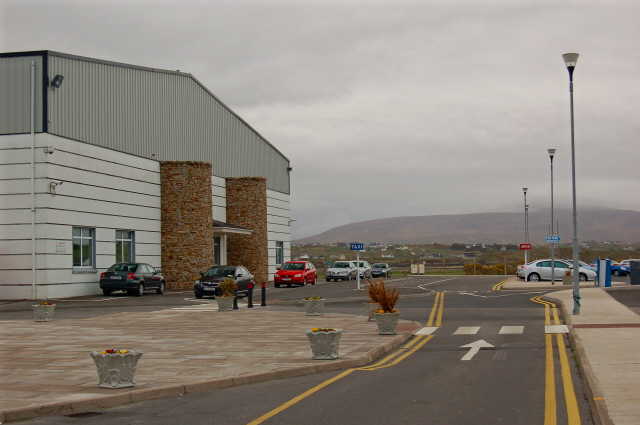
レンタカービル

## 就航航空会社と就航都市

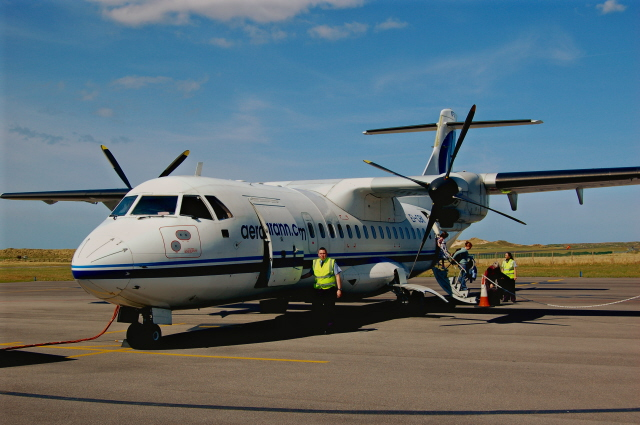
エアーアラン（現ストバートエア）到着機

2020年9月現在の定期便およびチャーター便は以下の通り。
| 航空会社                   | 就航地     |
| -------------------------- | ---------- |
| エアリンガス・リージョナル | ダブリン   |
| ローガンエアー             | グラスゴー |

ドニゴール空港はその立地上、強風による運休がしばしば発生する。エアリンガス・リージョナルのダブリン線はATR 42-600もしくはATR 72-600で運航され、夜の便が到着後に夜間駐機されるが、翌日に強風による運休の発生が想定される場合、到着後夜間駐機せずにダブリン空港にフェリーされる。翌日になり運航可能と判断された場合、再びダブリン空港からドニゴール空港にフェリーされてから朝の便が運航される。この場合、大幅な遅れが発生することになる。この遅延は、同じ機を使用するダブリン空港 - マン島空港の便にも影響する。

## 統計
| 2008             | 65,539 |       |
| 2009             | 50,761 | 22.5% |
| 2010             | 46,825 | 7.8%  |
| 2011             | 38,309 | 18.1% |
| 2012             | 29,226 | 23.7% |
| 2013             | 33,768 | 15.5% |
| 2014             | 35,415 | 4.9%  |
| 2015             | 36,552 | 3.2%  |
| 2016             | 44,156 | 20.8% |
| 2017             | 46,514 | 5.3%  |
| 出典：中央統計局 |        |       |